# Phigalia pilosaria
Phigalia pilosaria là một loài bướm đêm trong họ Geometridae.

## Hình ảnh

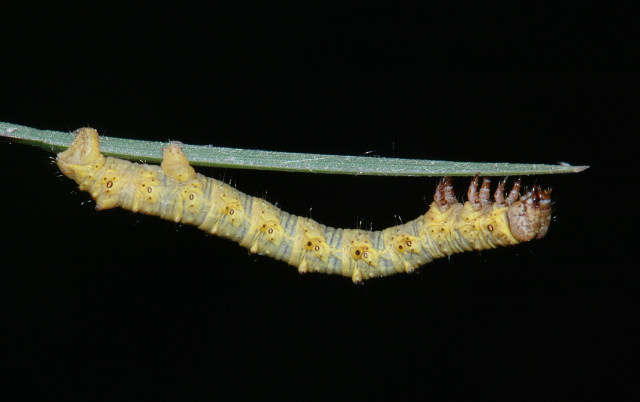
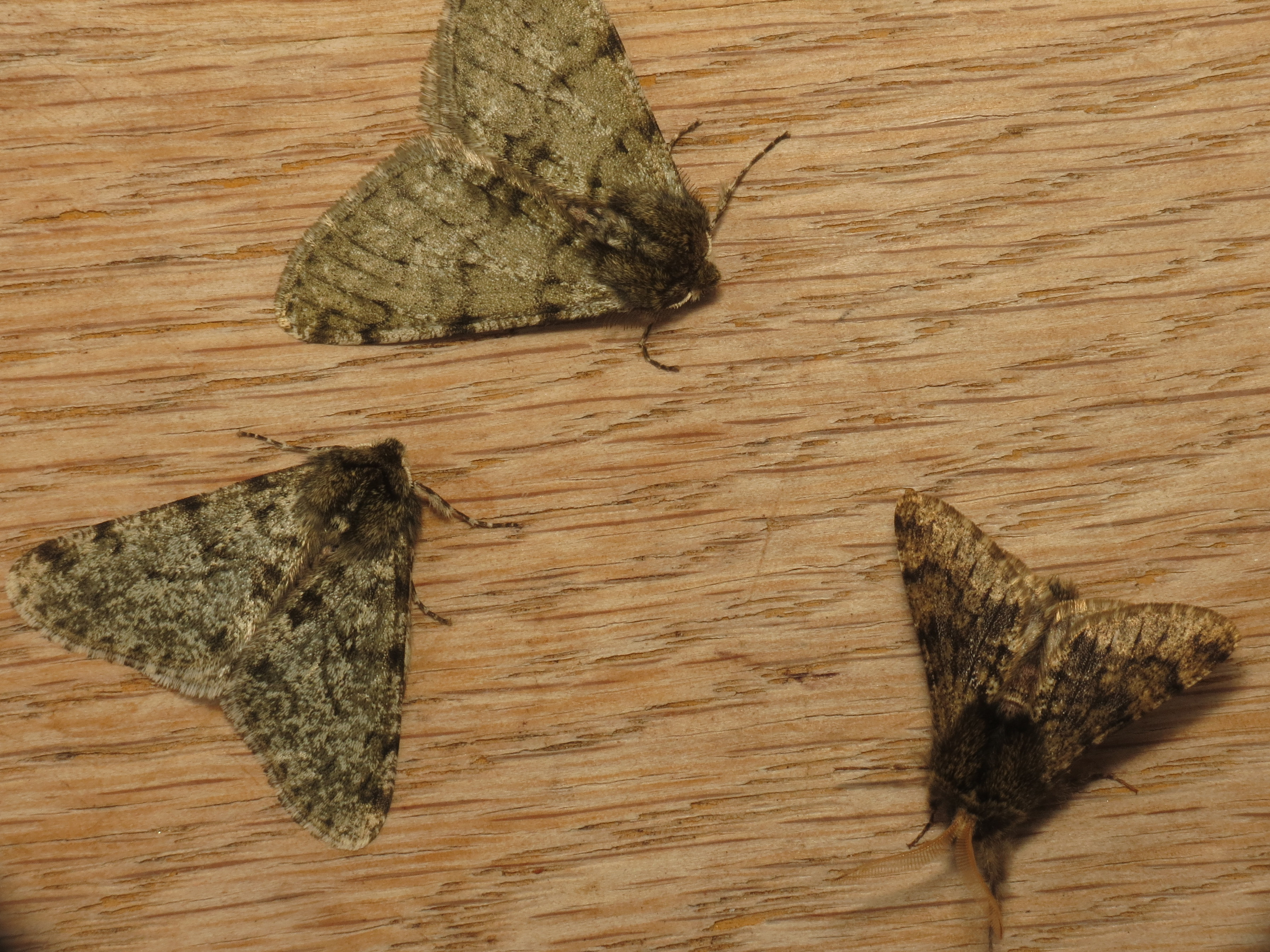
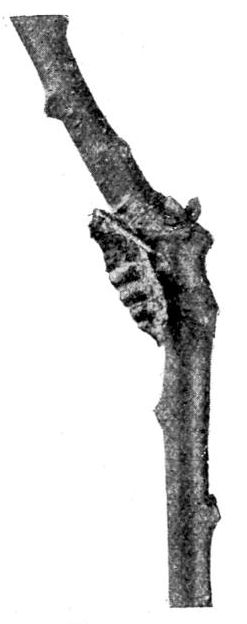

- Tập tin:Spra-ngày 1 tháng 5 năm 2011.ogv